# Pierre Cardin
Pierre Cardin (вимовляється П'єр Карде́н) — французький дім моди, заснований 1950 року модельєром П'єром Карденом, виробник готового одягу, взуття, парфумерії, постільної білизни, фарфору та інших предметів розкоші.
Бренд Pierre Cardin продається більш ніж у 170 країнах світу, під керуванням дизайнера знаходиться близько 8000 бутиків.

## Діяльність

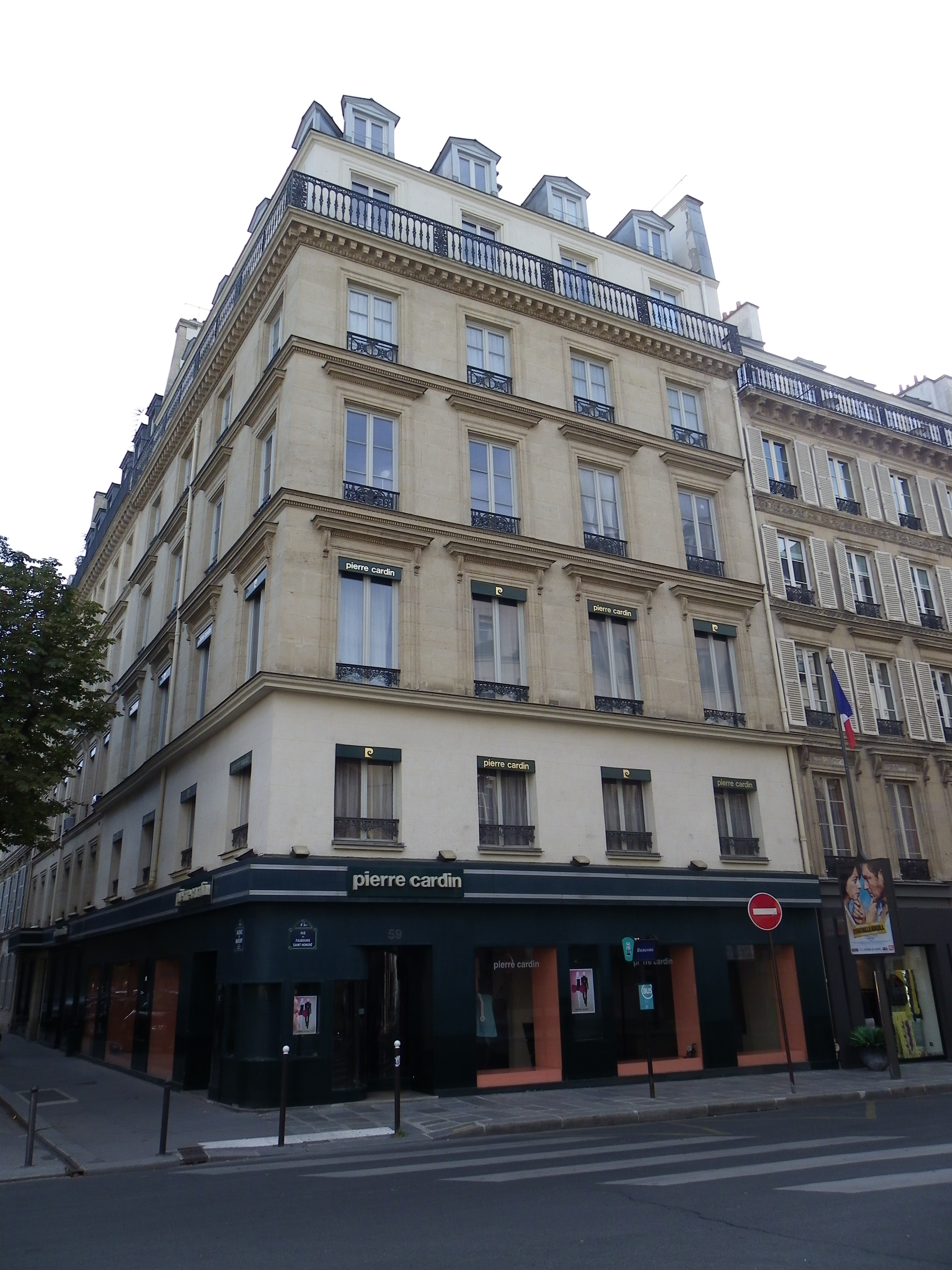
Бутик Pierre Cardin в VIII окрузі Парижа

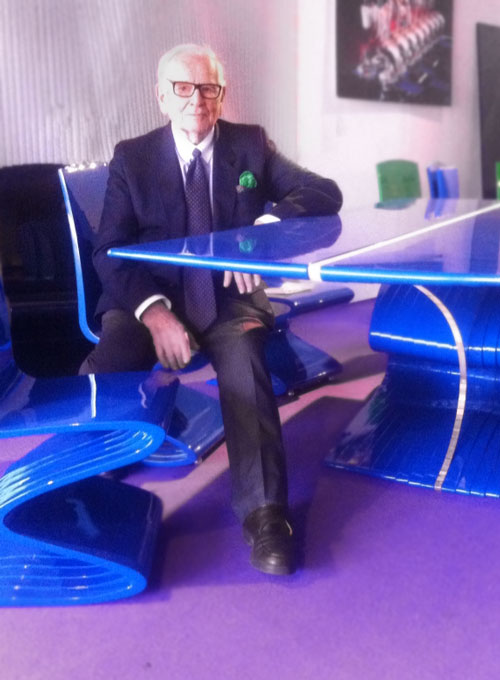
П'єр Карден у віці 90 років

1950 року П'єр Карден заснував власний Дім Моди й рівно через рік представив першу колекцію розкішних костюмів для балів.
У 1953 році він випускає модельну лінійку демісезонних пальт для жінок в абстрактному футуристичному стилі. У 1954 році розпочинає роботу спеціалізований магазин жіночої моди «Єва», де в центрі уваги опиняється оригінальна сукня-кулька.
У 1957 році Карден представляє публіці 120 предметів з колекції одягу в стилі унісекс, ставши новатором у цій сфері. Одночасно з цим відкриває свої двері магазин чоловічої моди «Адам».
У 1961 році в рамках весняного показу П'єр Карден здійснює революцію в чоловічому одязі, випускаючи елегантні куртки для автомобілістів.
У колекції Space Age 1964 року дизайнер намагається передати своє бачення майбутнього: білі трикотажні панчохи, накидки з гербами поверх легінсів, «трубчасті» сукні. Карден виявляв інтерес до синтетичних волокон, які в той час набирали популярності. У 1968 році дизайнер створює власну термоформовану тканину Cardine (Карден), також відому під торговою назвою Dinel. Основу тканини становили надміцні волокна; її можна було прати, а об'ємні геометричні візерунки залишалися незмінними. Тканину використовували для створення уніформи французької авіакомпанії UTA.
У 1970-х роках П'єр Карден був одним із перших модельєрів, хто зайнявся джинсовим напрямом, створенням одягу для молоді та дітей, а також комбінезонами для фахівців NASA.
Станом на 1984 рік модельєр запатентував понад 540 винаходів, серед яких: кольорові панчохи, високі чоботи, мінісарафани, краватки з квіточками, довгі піджаки без комірки, вузькі штани на ґудзиках.
У 1990-х роках Карден став першим дизайнером, який почав підкорювати ринки Японії, Китаю, В'єтнаму та Росії, які до того вважалися щонайменше безперспективними.
У серпні 2011 року дім моди П'єра Кардена випустив власну версію планшетного комп'ютера з фірмовим логотипом..

## Майбутнє бренду
Перебуваючи вже у поважному віці, П'єр Карден залишався на чолі Pierre Cardin. У нього не було спадкоємців, тому, за словами самого засновника, компанію слід було продати не просто бізнесмену чи корпорації, а зацікавленій людині.
Карден отримував привабливі пропозиції від LVMH та Gucci, але обом відмовив.